# 液体

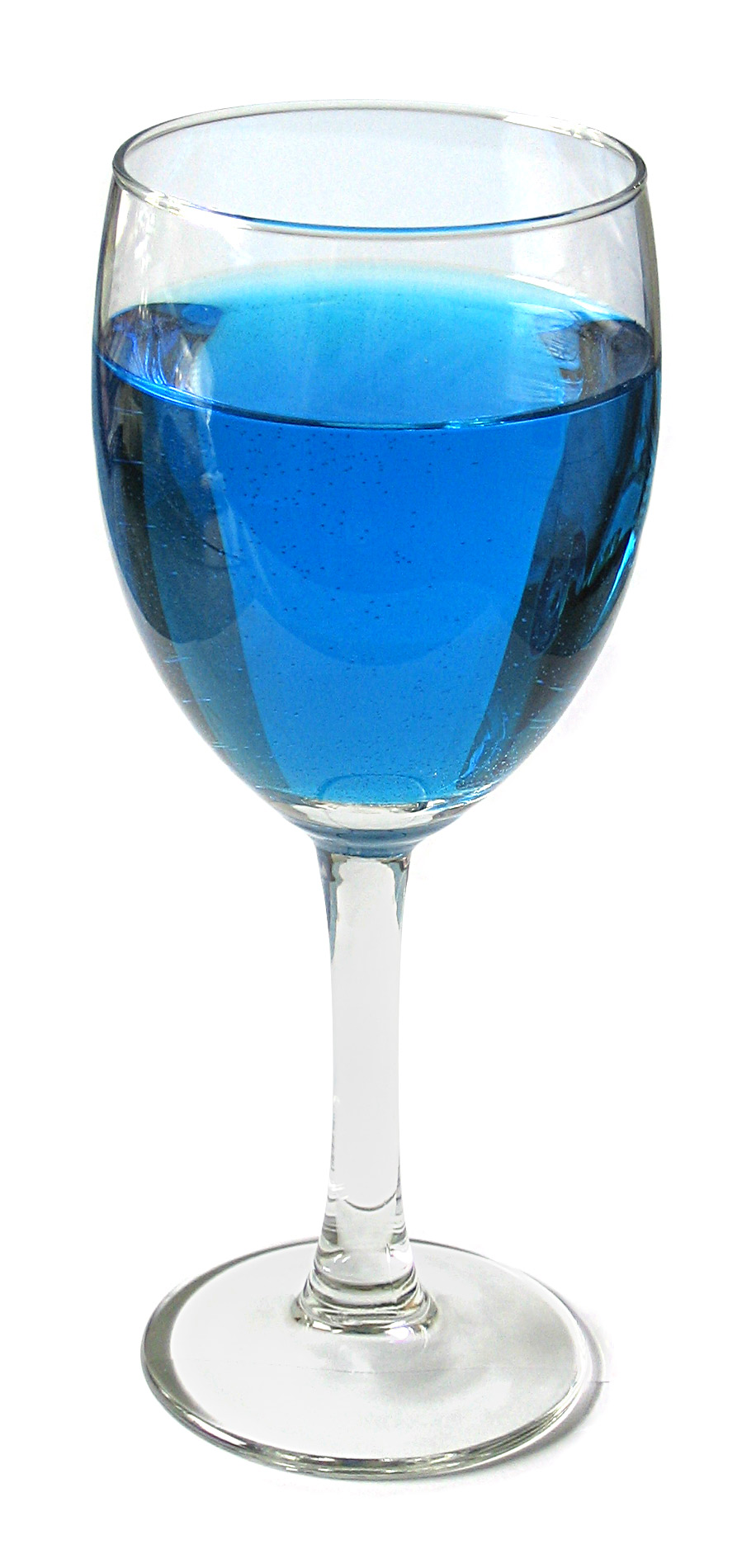
液体形状能受容器形状影响。

气体、液体、固体（由上而下）：不同的分子排列结构。

液体（英語：Liquid）是物质的四个基本状态之一（其它状态有固体、气体、等离子体），没有固定的形状，但有一定体积，具有移动与转动等运动性。液体是由经分子间作用力结合在一起的微小振动粒子（例如原子和分子）组成。水是地球上最常见的液体。和气体一样，液体可以流动，可以容纳于各种形状的容器。有些液体不易被压缩，而有些则可以被压缩。和气体不同的是，液体不能扩散布满整个容器，而是有相对固定的密度。液体的一个与众不同的属性是表面张力，它可以导致浸润现象。
液体的密度通常接近于固体，而远大于气体。因此，液体和固体都被归为凝聚态物质。另一方面，液体和气体都可以流动，都可被称为流体。虽然液态水在地球上很丰富，但在已知的宇宙中，液态并不是最常见的物态。因为液体的存在需要相对较窄的温度和压强范围。宇宙中最常见的物态是气体（如星际云气）和等离子体（如恒星中）。

## 簡介

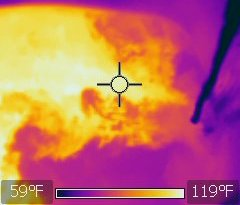
一箱熱水中加入冷水的熱顯像圖，可以看到熱水和冷水相互的流動

液體是物質的四個基本狀態之一，其它基本狀態為固體、氣體及電漿體。与固體不同的是液体属于流体，液體中的分子自由度較高，可以移動。在固體中使分子固定不動的力，在液體中只是暫時性的，因此液體可以流動。
液體和氣體一樣都有流體的特質。液體沒有一定的形狀，會順著容器的外形而改變，若是在密封容器中，容器每個表面都會受到相同的壓強。液體和氣體也有不同之處：氣體一定可以和另一氣體均勻混合，液體則不然，兩種液體（例如水和油）可能無法均勻混合。液體也不會填滿容器中所有的空間，會產生液體本身的表面，除非受到高壓壓縮，液體受壓縮後的體積變化不大，因此液體適用在像水力學的應用中。
液體的粒子結合的非常牢固，但不是剛性結合，粒子之間有一定的自由度可以移動。溫度上升時．分子的振動增加，使得分子之間的距離也會增加。當液體的溫度到達沸點時，分子之間的內聚力消失，因此液體會轉變為氣體（除非出現過熱情形）。當溫度下降時，分子之間的距離減少。當溫度低到凝固點時，分子會排列成一種特殊的形式．稱為結晶，而分子之間的內聚力越來越強，液體會轉變為固體（除非出現過冷情形）。

## 舉例
常温常压下，只有2种元素单质呈液态：汞和溴。另有4种元素单质熔点略高于室温：钫（其推測的熔点高于室温）、铯（熔点28.44 °C）、鎵（熔点29.7646 °C）和铷（熔点39.31 °C）。室温下为液态的合金包括钠钾合金，易熔化的镓铟锡合金，及一些汞合金。
常温下呈液体的純物質包括水、乙醇及许多有机溶剂。液態水在化學及生物學上相當重要，一般認為是生命存在必須的物質。
無機液體包括水、許多無機非水溶劑及無機酸。
日常會用到的液體中包括許多水溶液，例如家用的漂白水、像是礦物油及石油等不同物質的混合物、像蛋黃醬或油醋汁等乳濁液、像血之類的悬浊液，以及像油漆及牛奶等膠體。
許多氣體可以用冷卻的方式液化，產生像液氧、液氮、液氫、液氦及液氨等液體，但不是所有氣體都可以在一般大氣壓下液化，像二氧化碳只能在高於5.1大氣壓的條件下液化。
一些物质无法归类到三种状态中的一种，它们同时具有类液体和类固体的性质。例如液晶和生物膜。

## 應用
液体有許多不同的用途，像是潤滑、溶劑及冷卻等。在液壓系統中用液体來傳輸功率。
在磨潤學中會研究液体當作潤滑劑時的一些性質，潤滑劑一般是特別選擇的油，在操作溫度範圍內有適當的黏度及流動性。因為油類的潤滑性質良好，常用在引擎、傳動系統、金屬加工以及液壓系統中。
許多的液體會用做溶劑，溶解其他液體或固體，形成溶液或膠體，可以用在塗料、密封剂及黏合劑上。在工業上常用石腦油及丙酮來清除零件及機械上的油類、油脂及焦油。體液是身體中的溶液或悬浊液，其主要成份是水。
表面活性剂常用在肥皂及清潔劑中，像乙醇等溶劑常用作抗微生物剂，液體也會用在化妝品、墨水及液態染料激光器中。液體也用在食品產業中，例如萃取植物油的製程。
液體有比氣體高的熱導率，而且可以流動，因此液體適合用來將熱量從機械元件中移除。熱可以由讓液體流過熱交換器的方式移除，或者是讓液體蒸發，帶走熱量.。水或是乙二醇常用在引擎的散熱系統，避免引擎過熱。核反應爐中用散熱系統的冷媒包括水，以及像鈉或鉍等反應溫度下為液態的金屬。液態推進劑會形成薄膜，冷卻火箭的推進室。在机械加工時．水和油用來移除在加工時產生的熱量，若不移除熱量，工件及刀具會快速的因高熱受損。在流汗時，汗液中的水蒸發，帶走皮膚的熱量。在暖通空調（HVAC）中，常用水或其他液體作為工質，將熱量由一處帶到另一處。
液體是液壓系統中的重要元件，利用帕斯卡定律傳遞液压动力。像泵浦及水車機械從古代就開始使用，可以將液體的運動和機械功之間進行轉換。液壓泵浦會對液壓油施力，將力傳遞到液壓缸中。在許多應用中都會用到液壓系統，例如車輛煞車及傳動，工程作業車輛及飛機的控制系統。液壓沖床用在許多不同的應用中，包括生產製造、沖製工件、夾具及成形。
液體有時也用在量測設備中，像溫度計就是利用液體（例如汞）的熱膨脹特性，以及可以流動的特性量測溫度。压力计是利用液體的重量來量測氣壓。

## 力学性质

### 体积
液体的量通常用体积度量。体积單位包括國際單位制的單位立方公尺（m3）以及其衍生單位，較常用的是也可以稱為公升的立方公寸（1 dm3 = 1 L = 0.001 m3），以及也可以稱為毫升的立方公分（1 cm3 = 1 mL = 0.001 L = 10−6 m3）。
一的定量液体的体积由其温度和压强决定。一般情况下，液体热胀冷缩，但水在0-4 °C时则相反。液体的压缩率很小，例如使水的密度增加1/1000需要200巴压强。在流体动力学的研究中，特別是在研究不可壓縮流時，通常将液体视为不可压缩的。

### 壓力和浮力
在引力场（也叫重力场）中，液体对容器壁和任何液体中的物体产生壓力。这一壓力指向各个方向，并随深度增加而增加。在均匀的引力场中，静止的液体在深度h处的壓力p为：
{\displaystyle p=\rho gh\,}
这里
{\displaystyle \rho \,}为液体在该温度下的密度（假设为常数）
{\displaystyle g\,}为重力加速度
需要注意的是此公式假设自由表面处的壓力为0，并且忽略了表面张力的影响。
浸入液体的物体受到浮力的作用。（在其他的流体中也有浮力作用，但由于液体密度大而特别显著）

### 表面

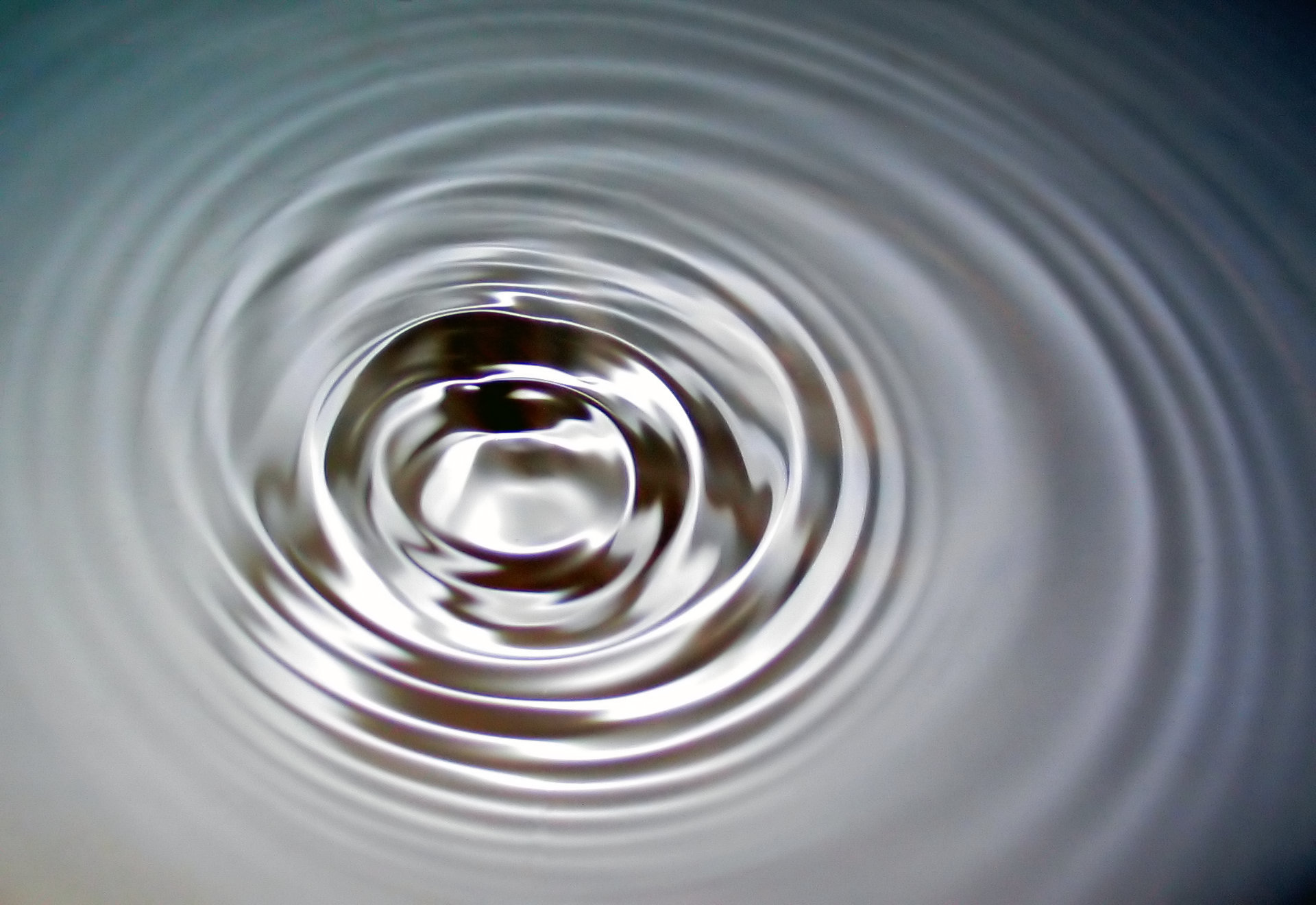
水面上的表面波

除非液体的体积与密闭容器相等，液体会产生一个表面。液体表面像一层弹性膜，表面张力在其上产生，液滴和气泡也由此产生。表面波，毛细现象，浸润，表面张力波的形成也都与表面张力相关。

### 流動
液體會受到剪應力及拉伸應力變形，而所產生的阻力則以黏度量度，換言之，黏力越低（黏滯係數低）的液體，具越佳流動性。
當液體過冷，向玻璃态轉化時，黏度會急速上升，該液體會成為黏彈性的媒介，並具有固體的彈性及液體的流動性，而這個現象取決於觀察的時間及擾動的頻率。

### 声音传播
在液体中，仅有的非零刚度是体积变形（液体不能保持剪切力）。因此，声音在液体中的传播速度为
{\displaystyle c={\sqrt {K/\rho }}}，这里K是流体的体积模量，ρ是密度。比如纯净水中的音速为c=1497m/s（在25℃时）。

## 熱力學

### 相變

典型的相圖，點線是說明水的異常特性，綠線說明凝固點和壓強的關係，藍線說明沸點和壓強的關係變化，紅線表示可能出現昇華或凝華的條件

當液體位於一個低於沸點的溫度時，液體中的成份會蒸發，而氣體的成份也會凝結，直到兩者平衡為止，也就是氣體凝結的速率等於液體蒸發的速率。因此若將一液體蒸發後的蒸氣持續移除，液體最後一定會完全蒸發。若液體的溫度到達沸點時，其蒸發的速率會比凝結的速度要快，溫度到達或超過沸點的液體多半會沸騰，但有時會有液體溫度超過沸點，但不會沸騰的情形，稱為過熱。
若液體的溫度低於凝固點時，液體會開始結晶，轉變為固體。這和液體轉變為氣體不同，在定壓下沒有相變化的平衡，因此只要沒有出現過冷現象，液體最後會完全轉變為固體。
增温或减压一般能使液体气化，成为气体，例如将水加温成水蒸气。加压或降温一般能使液体固化，成为固体，例如将水减温成冰。然而，仅加压并不能使所有气体液化，如氧，氢，氦等。

### 太空中的液體
在相圖中，液態只出現在壓強超過一定值的條件下，這也說明為何太空或其他真空中不會有液體。因為其壓強為零（除非在行星或恆星的大氣層或是內部），水或其他液態的物質在太空中會依其溫度不同，可以會沸騰或是凝固。在靠近地球的太空中，若太陽沒有照射到，太空中的水會結冰，若太陽有照射到，水就會沸騰汽化。在土星軌道附近的太空，因為太陽光太弱，無法使太空中的冰昇華，像土星的土星環即為一例。

### 溶液
兩液體之間可能會無法混溶，像義大利沙拉醬中的水和植物油即為一例。像水和乙醇就可以混溶，也就是可以以任意比例混合成溶液。若要將溶液等混合物中的各成份分離，需要透過分餾的技術。

## 微觀性質

### 靜態結構係數

典型單原子液體的結構，原子會和許多鄰近的原子接觸，但沒有长程的有序性

在液體中，原子不會形成晶格，也沒有任何长程的有序性，這可以從X射線繞射及中子衍射技術沒有布拉格尖峰看出。在正常情形下，其繞射的訊號會有圓周的對稱性，表示液體的各向同性，在徑向的衍射強度會有輕微的振盪，可以用靜態結構因子S(q)描述，其中q為波數q=(4π/λ)sinθ，由光子或中子的波長λ和布拉格角θ計算而得。S(q)的振盪表示液體中的「鄰近度」，也就是和原子最近的一群原子其距離多遠，和原子第二近的一群原子其距離多遠......。
更直觀的說明方式是徑向分布函數g(r)，基本上是S(q)的傅里叶变换，是液體某一時刻對關聯的空間平均值。

蘭納-瓊斯勢流體的徑向分布函數

### 聲音的散射和結構的弛豫
上述音速的公式{\displaystyle c={\sqrt {K/\rho }}}中包括體積模量 K。若K不隨頻率變化，則液體為线性介质，因此聲音的傳播不會耗散，也不會需要模式耦合。實際上，液體都會有少許的声频散：隨著頻率增加，K由低頻類似液態的{\displaystyle K_{0}}轉變為高頻，類似固態的{\displaystyle K_{\infty }}。許多的液體，其切換都出現在GHz到THz的範圍之間，有時稱為过音频（hypersound）。
一般液體在GHz以下的頻率中不會有剪應力：因此低頻的剪切模量為{\displaystyle G_{0}=0}，有時這也視為是液體的基本性質。不過就像體積模量K一樣，剪切模量G也會隨頻率變化，在过音频也會出現類似的現象，由類似液態的{\displaystyle G_{0}}變為類似固態，不為0的{\displaystyle G_{\infty }}。

### 引用
1. ↑  Theodore Gray, The Elements: A Visual Exploration of Every Known Atom in the Universe New York: Workman Publishing, 2009 p.127 ISBN 978-1-57912-814-2
2. ↑  Theo Mang; Wilfried Dresel. . John Wiley & Sons. 27 February 2007  [2014-08-01]. ISBN 978-3-527-61033-4. （原始内容存档于2020-07-26）.
3. ↑  George Wypych. . ChemTec Publishing. 2001: 847–  [2014-08-02]. ISBN 978-1-895198-24-9. （原始内容存档于2021-04-18）.
4. ↑  N. B. Vargaftik Handbook of thermal conductivity of liquids and gases CRC Press 1994 ISBN 978-0-8493-9345-7
5. ↑  Jack Erjavec Automotive technology: a systems approach （页面存档备份，存于） Delmar Learning 2000 p. 309 ISBN 978-1-4018-4831-6
6. ↑  Gerald WendtThe prospects of nuclear power and technology D. Van Nostrand Company 1957 p. 266
7. ↑  Modern engineering for design of liquid-propellant rocket engines by Dieter K. Huzel, David H. Huang – American Institute of Aeronautics and Astronautics 1992 p. 99 ISBN 978-1-56347-013-4
8. ↑  Thomas E Mull HVAC principles and applications manual McGraw-Hill 1997 ISBN 978-0-07-044451-5
9. ↑  R. Keith Mobley Fluid power dynamics （页面存档备份，存于） Butterworth-Heinemann 2000 p. vii ISBN 978-0-7506-7174-3
10. ↑  Bela G. Liptak Instrument engineers' handbook: process control （页面存档备份，存于） CRC Press 1999 p. 807 ISBN 978-0-8493-1081-2
11. ↑  Max Born. . Mathematical Proceedings of the Cambridge Philosophical Society. 1940/04, 36 (2): 160–172  [2018-04-03]. ISSN 1469-8064. doi:10.1017/s0305004100017138. （原始内容存档于2020-11-13） （英语）.
12. ↑  Max Born. . The Journal of Chemical Physics: 591–603.   [2018-04-03]. doi:10.1063/1.1750497. （原始内容存档于2020-06-10）.